# Salix cinerea
El sauce ceniciento (Salix cinerea) es una especie de sauce nativo de Europa y Asia occidental.

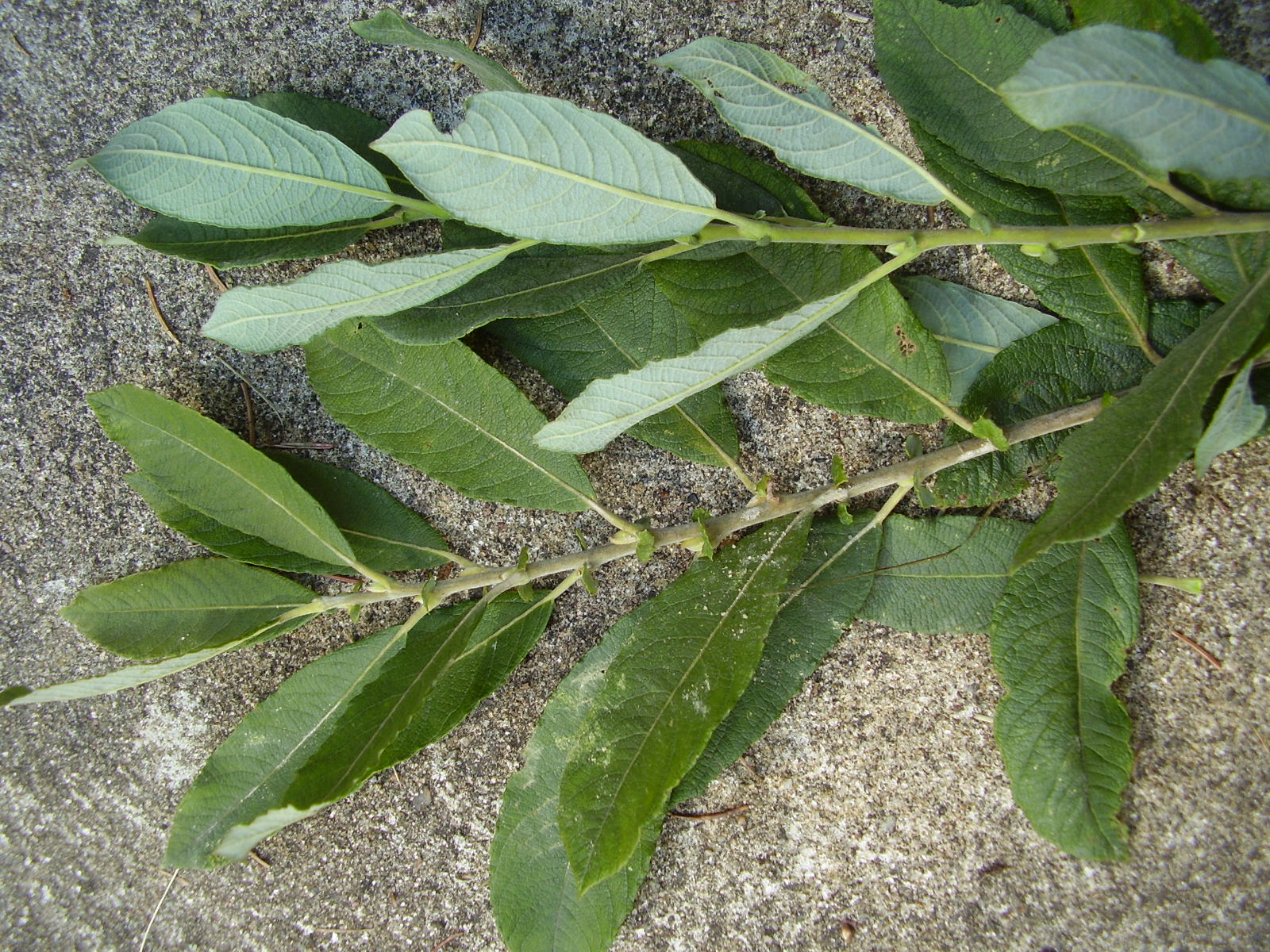
Hojas

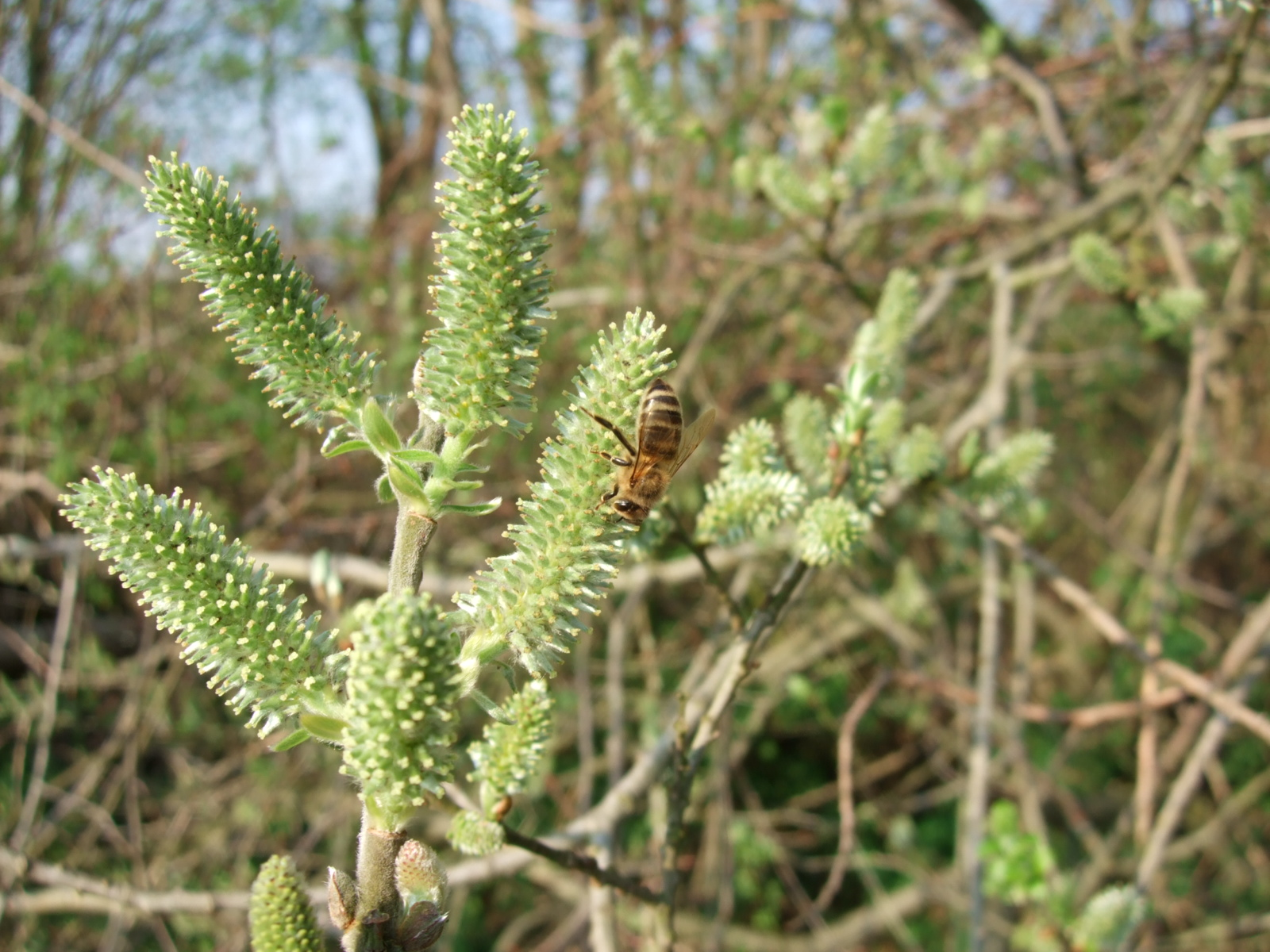
Amentos femeninos

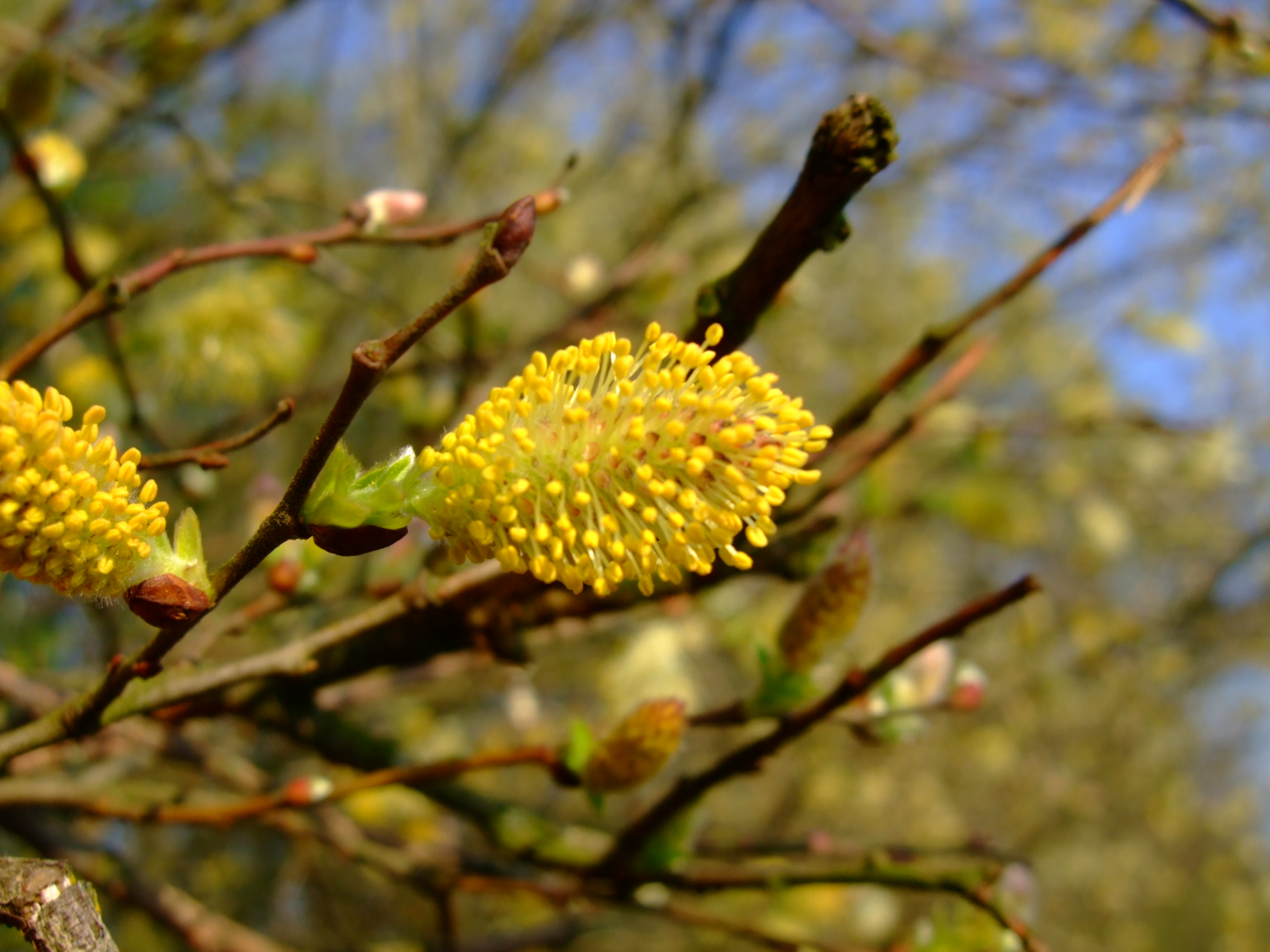
Amentos masculinos

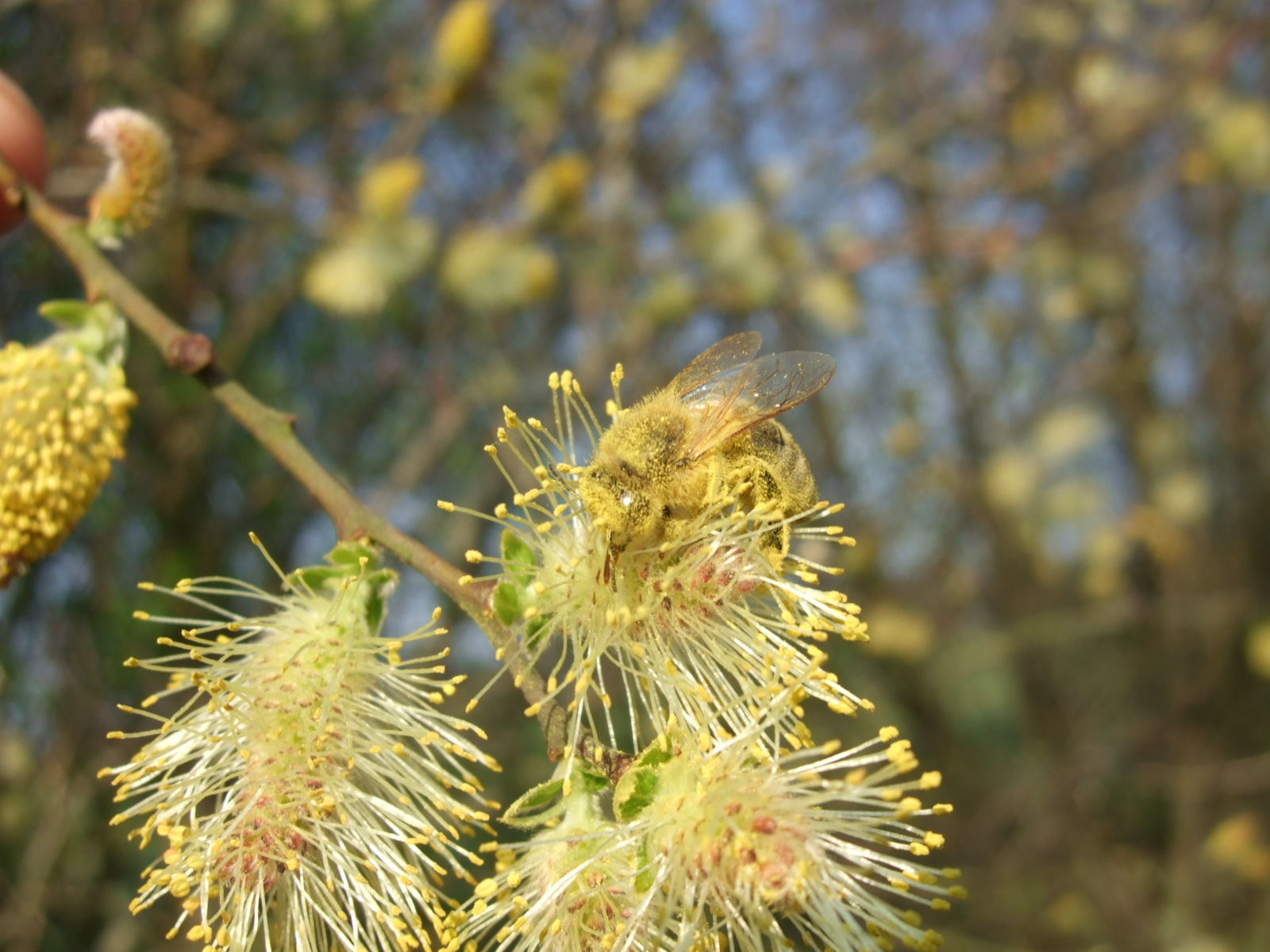
Amentos masculinos con Apis mellifera

## Descripción
Arbusto de tamaño mediano con ramas gruesas; ocasionalmente árbol de 6 m de altura. Ramas jóvenes de color pardo grisáceo o pardo oscuro. Madera de las ramas de 2-4 años con numerosas costillas longitudinales, de hasta 2 cm de largo y o,5 mm de altura. Hojas de hasta 12 cm de largo y 4,5 cm de ancho, ovadas u oblanceoladas, más anchas por encima de la mitad, inicialmente con pilosidad corta y tomento gris por ambas caras, más tarde glabras, de color verde grisáceo o verde oliváceo pardusco por el haz, verde azulado o verde grisáceo por el envés; borde foliar curvado hacia abajo, irregularmente dentado o liso y ondulado; pecíolo foliar de hasta 1,3 cm de largo; estípulas semiacorazonadas, de hasta 5 cm de largo y 2 cm de amncho; brácteas tectrices de color pardo oscuro a negro, claras por la base, con larga pilosidad blanca y dispersa; filamentos estaminales hasta cuatro veces más largos que las brácteas tectrices, densamente pilosos en la base; anteras elípticas; glándula nectaria aproximadamente 1/3 de larga que la bráctea tectriz. Amentos femeninos de hasta 9 cm de largo y 1,5 cm de ancho; ovario con pilosidad tomentosa, de hasta 1 cm de largo; estilo muy corto o ausente; glándula nectaria ovada, de longitud aproximadamente igual a 1/3 del pedúnculo del ovario. Florece en primavera.

## Hábitat
En colinas y montañas, sobre suelos muy húmedos, no calcáreos; especialmente junto a las fuentes y en los linderos de las turberas. El sauce ceniciento indica suelos encharcados.

## Taxonomía
Salix cinerea fue descrita por Carlos Linneo y publicado en Species Plantarum 2: 1021, en el año 1753.
Etimología
Salix: nombre genérico latino para el sauce, sus ramas y madera.
cinerea: epíteto latino que significa "gris ceniciento".
Variedades
Hay dos subespecies:
- Salix cinerea subsp. cinerea. Europa central y oriental, Asia occidental.
- Salix cinerea subsp. oleifolia (Sm.) Macreight (sin. Salix atrocinerea Brot.)  - Salguero negro.[6] Europa occidental, noroeste de  África.

Sinonimia
- Salix deserticola Goerz ex Pavl.[7]